# Liste der Naturdenkmale in Burghaun
Die Liste der Naturdenkmale in Burghaun nennt die im Gebiet der Marktgemeinde Burghaun im Landkreis Fulda in Hessen gelegenen Naturdenkmale.
| Bild                          | Bezeichnung                 | Ortsteil, Lage                                                          | Beschreibung | Art    | Nr.      |
| ----------------------------- | --------------------------- | ----------------------------------------------------------------------- | --- | ------ | -------- |
| BW                            | 2 Friedhofslinden           | Burghaun 50° 41′ 43,9″ N, 9° 43′ 41,8″ O                                | Die „alten“ Bäume wurden gefällt; eine Ersatzpflanzung ist 2023 für die vorliegende Naturdenkmalliste nicht relevant. | Linde  | 6.31.040 |
| Fotos hochladen               | Dorflinde Klausmarbach      | Burghaun 50° 42′ 50,1″ N, 9° 44′ 10,3″ O                                | | Linde  | 6.31.043 |
| BW                            | Eiche in Hechelmannskirchen | Hechelmannskirchen 50° 42′ 24,3″ N, 9° 38′ 39,2″ O                      | | Eiche  | 6.31.045 |
| BW                            | Dorflinde                   | Langenschwarz 50° 43′ 4″ N, 9° 37′ 52,8″ O                              | | Linde  | 6.31.046 |
| Fotos hochladen               | Eiche vor der ev. Kirche    | Langenschwarz 50° 43′ 6″ N, 9° 37′ 51,3″ O                              | | Eiche  | 6.31.047 |
| mehr Fotos \| Fotos hochladen | Salzborn an der Haune       | Rothenkirchen, Alte B 27, Rothenkirchen 50° 43′ 44,9″ N, 9° 42′ 18,4″ O | Zwei Salzquellen neben dem Fluss Haune. Naturdenkmal seit April 1987.                                                 | Quelle | 6.31.049 |
| BW                            | Eiche in Schlotzau          | Schlotzau 50° 41′ 17,2″ N, 9° 38′ 41,8″ O                               | | Eiche  | 6.31.050 |
| BW                            | Lindwurmkaute               | Schlotzau 50° 41′ 11,4″ N, 9° 37′ 48,2″ O                               | |        | 6.31.051 |
| BW                            | Eiche vor Großenmoor        | Großenmoor 50° 42′ 4,6″ N, 9° 39′ 23,7″ O                               | | Eiche  | 6.31.054 |

## Belege
1. ↑  
Naturdenkmalliste. (pdf; 866 kB) Anhang zu TOP II.22 der Kreistagssitzung am 07.06.2010. Naturdenkmale im Landkreis Fulda. Der Kreisausschuss Landkreis Fulda, 26. Mai 2010, abgerufen am 24. Januar 2016.
2. ↑  Hersfelder Zeitung: Wasser mit Wirkung, 11. November 2013
3. ↑  osthessen-news.de: Salzborn mit langer Geschichte: Heilbringende „Najade“ bei Rohenkirchen, 16. Februar 2012

- Karte mit allen Koordinaten:
- OSM |
- WikiMap